# Abbaye Sainte-Marie de Paris
Pour les articles homonymes, voir Abbaye Sainte-Marie.
L'abbaye Sainte-Marie de Paris, aussi appelée abbaye de la Source, est une ancienne abbaye bénédictine appartenant à la congrégation de Solesmes et située au 5, rue de la Source, dans le 16e arrondissement de Paris.

## Histoire

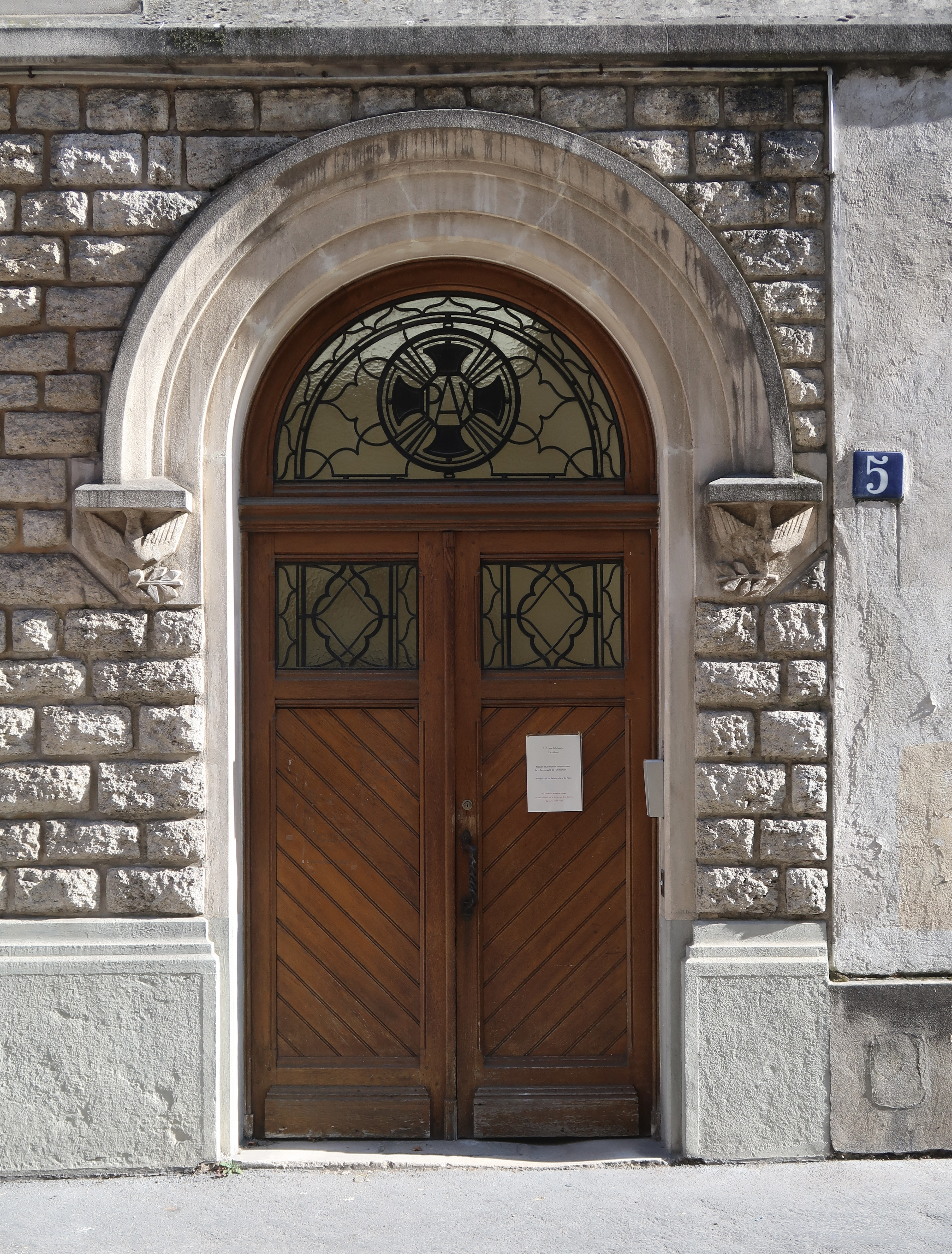
Porte avec le mot « Pax » dans l'ornementation.

En 1893, l'abbaye de Ligugé fonde un prieuré à Paris. D'abord situé rue Garancière, il déménage 34 rue Vaneau pour se fixer finalement 5 rue de la Source en 1897-1899.
En 1900, le prieuré devient conventuel sous le vocable de Sainte-Marie de la Victoire (Prioratus conventualis Sanctæ Mariæ de Victoria). En 1901, à la suite de la loi du 1er juillet, les moines sont contraints de se disperser dans les autres abbayes de la congrégation et ne se regroupent qu'en 1919. Ils doivent cependant racheter leur ancien monastère.
Le prieuré, ayant entre-temps pris le titre de Sainte-Marie de Paris, est élevé au rang d'abbaye en 1925.
L'abbaye possède une chapelle « aux vitraux symboliques » note l'historien de Paris Jacques Hillairet. Il écrit aussi, au début des années 1970 : « C'est le seul lieu de Paris où les chants grégoriens sont encore à l'honneur ».
La façade de la rue de la Source date de 1933. En 1971, une hôtellerie est aménagée dans une partie du jardin de l'abbaye pour faire des retraites religieuses.
Confrontée à la crise des vocations, l'abbaye ferme ses portes à l'été 2021 et est cédée en partie en commodat à la Communauté de l'Emmanuel pour en faire « une maison internationale de formation de ses séminaristes »,.

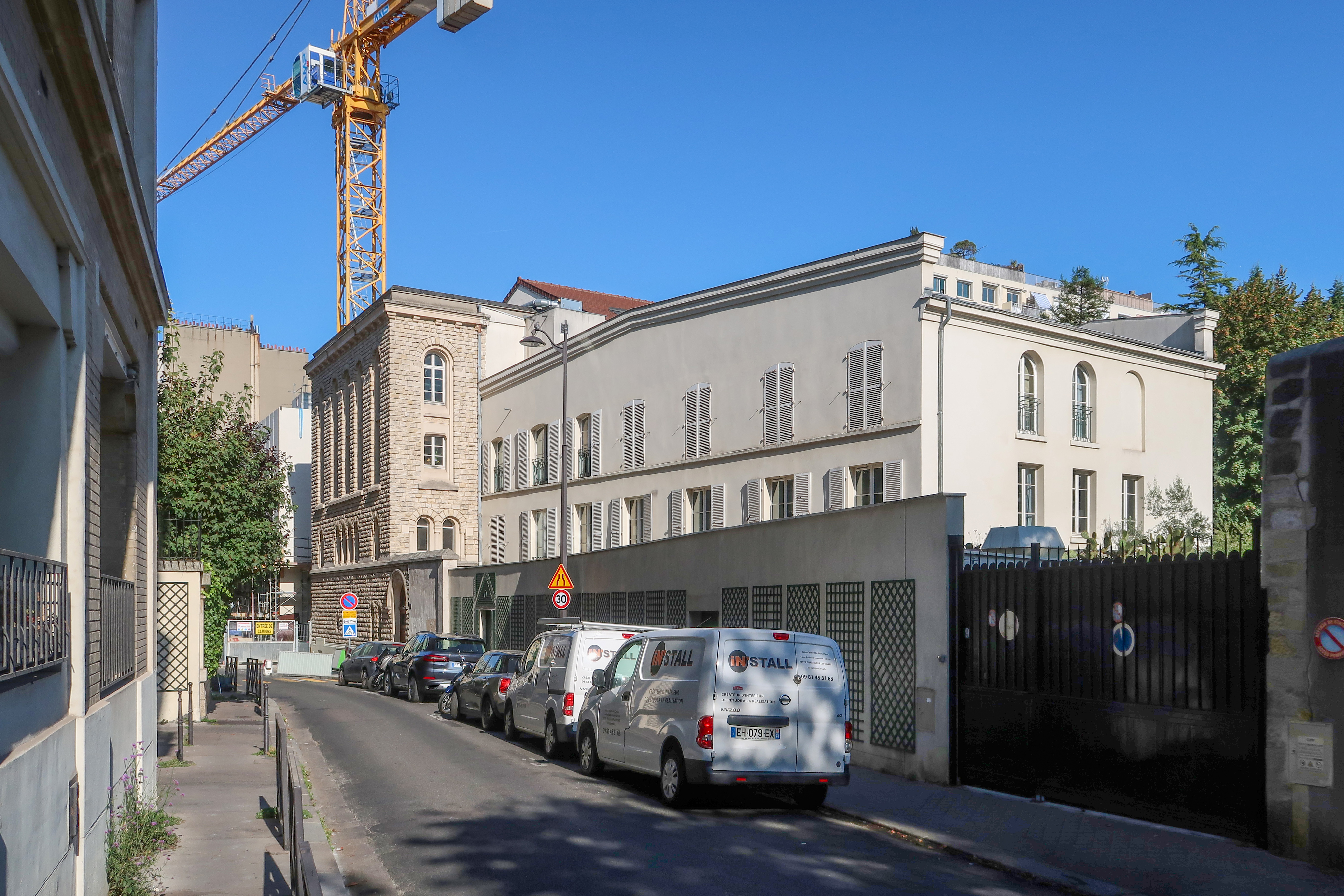
Vue de la rue.

## Liste des prieurs et abbés
Prieurs (1893-1925)
- Martin Coutel de la Tremblay (1893-1897)[1]
- Antoine du Bourg (1897-1918)
- Joseph Gabarra (1918-1925)

Abbés (1925-1968)
- Joseph Gabarra (1925-1934)
- Jean Olphe-Galliard (1934-1968)

Prieurs-administrateurs (1969-1982)
- René Lefèvre (1969-1971)
- Edmond Boissard (1971-1979)
- René Joubert (1979-1982)

Abbé (1982-1996)
- René Joubert (1982-1996)

Administrateurs (1996-2022)
- Jean-Pierre Longeat (abbé de Saint-Martin de Ligugé), administrateur de Sainte-Marie de Paris (1996-2004)
- Pierre Massein (abbé de Saint-Wandrille de Fontenelle), administrateur de Sainte-Marie de Paris (2004-2013)
- Hugues Leroy, prieur-administrateur (2013-2021)
- Jean Pateau (abbé de Notre-Dame de Fontgombault), administrateur de Sainte-Marie de Paris (depuis 2021)